# 富士かぐや姫茶漬け
富士かぐや姫茶漬け（ふじかぐやひめちゃづけ）は、静岡県富士市で販売されているご当地グルメである。

## 概要
富士青年会議所が、富士市のかぐや姫伝説を市内外に発信するために開発されたお茶漬けで、竹から生まれたかぐや姫をイメージさせるタケノコと地元特産のお茶を使用することが定義づけられている。

## 参考
- 富士青年会議所 2009年度サイト